# Lin Yen-jui
Lin Yen-jui (chinesisch 林彥睿, Pinyin Lín Yànruì; * 22. September 1986) ist ein taiwanischer Badmintonspieler.

## Karriere
Lin Yen-jui siegte bei den Greece International 2008 im Herrendoppel mit Chien Yu-hsun. Bei den Malaysia International 2011 wurde er Zweiter im Doppel und Dritter im Mixed. Im Folgejahr wurde er Vizeweltmeister bei den Studenten und belegte ebenfalls Rang zwei bei den Singapur International 2012.